# 135 Dywizja Pancerna „Ariete II”
135 Dywizja Pancerna  „Ariete II” – włoska dywizja pancerna z okresu II wojny światowej. Nie weszła do walki, gdyż w trakcie jej formowania Włochy podpisały kapitulację.

## Skład
- 10 pułk pancerny,
- 16 pułk pancerny,
- 1 pułk piechoty Bersaglieri,
- 135 pułk artylerii.